# Althausite
La althausite è un minerale.